# مسینا ۱۹۴۹
سیارک ۱۹۴۹ (به انگلیسی: 1949 Messina، نامگذاری:1936NE) هزار و نهصد و چهل و نهمین سیارک کشف شده‌است که در ۸ ژوئیه ۱۹۳۶ کشف شد.
قدر مطلق سیارک برابر ۱۳٫۴۰ است.